# Wolemia szlachetna
Wolemia szlachetna (Wollemia nobilis) – gatunek drzewa nagonasiennego reprezentujący monotypowy rodzaj wolemia (Wollemia) z rodziny araukariowatych (Araucariaceae). Odkryty został w 1994 roku w Parku Narodowym Wollemi w Nowej Południowej Walii. Wcześniej rośliny o podobnych cechach morfologicznych znane były ze skamieniałości pochodzących sprzed wielu dziesiątek milionów lat. W naturze znanych jest tylko kilkadziesiąt dorosłych drzew i w celu ich ochrony dokładna lokalizacja ich występowania utrzymywana jest w tajemnicy. W ciągu kilku lat po odkryciu prowadzono intensywne badania nad biologią i ekologią gatunku, by poprawić szanse jego przetrwania. Po namnożeniu w ogrodach botanicznych trafiła do obrotu handlowego.

## Historia gatunku i jego odkrycia

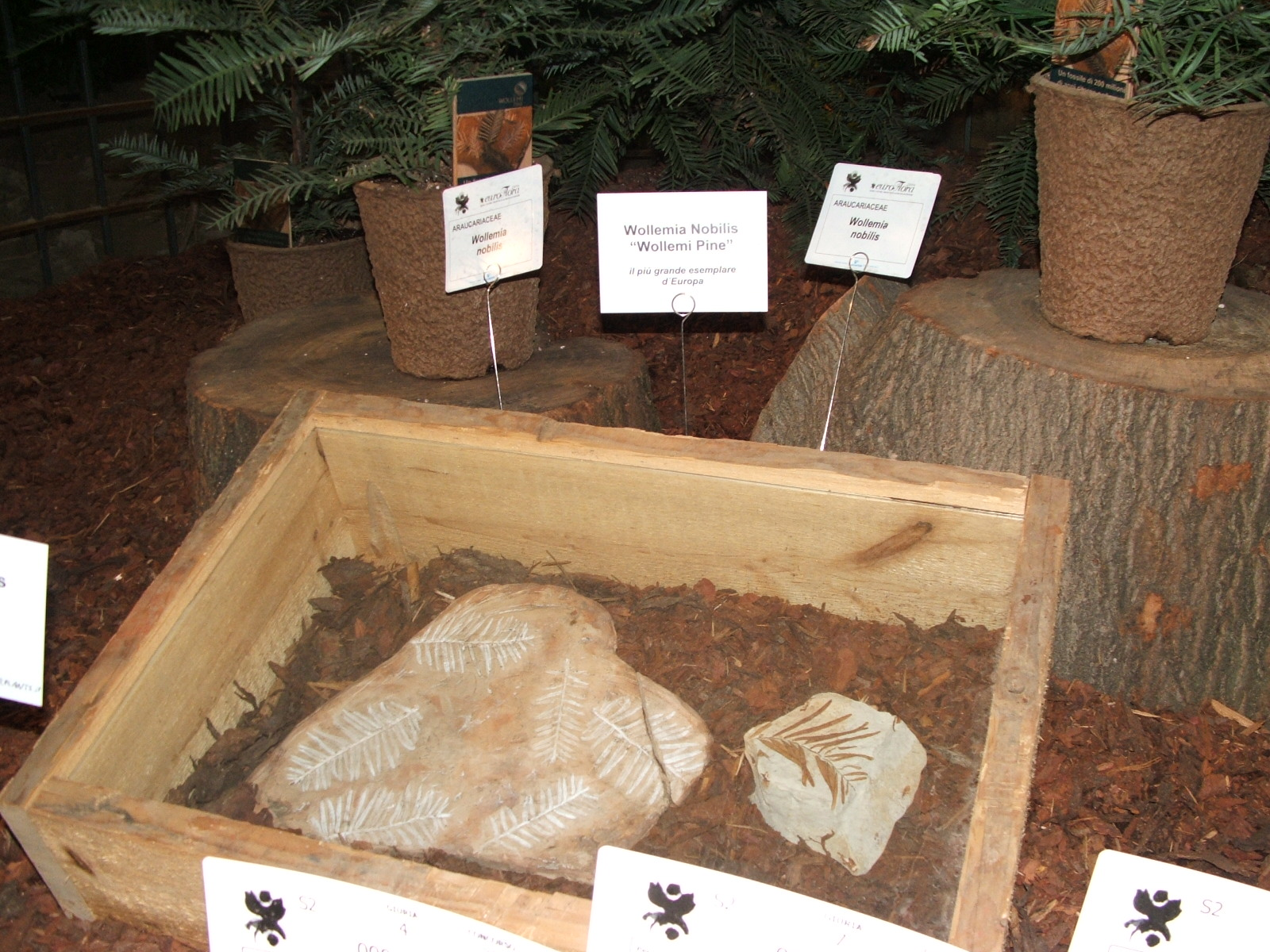
Skamieliny roślin sprzed milionów lat podobne do wolemii

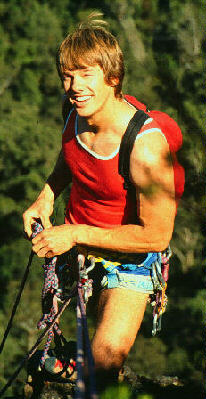
David Noble – odkrywca wolemii

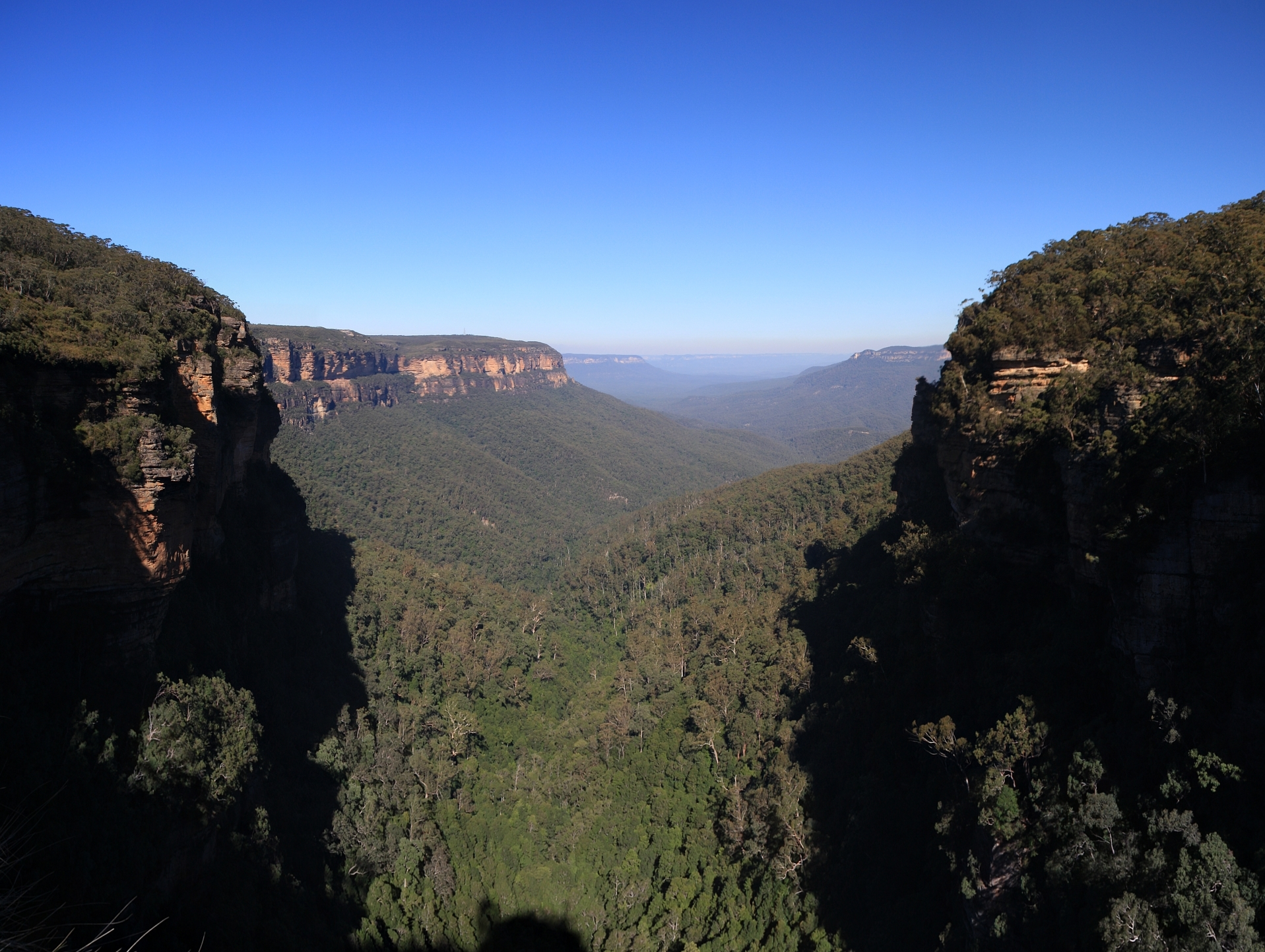
Jeden z kanionów w Górach Błękitnych

Skamieniałości reprezentujące rośliny o cechach morfologicznych bardzo podobnych do wolemii znajdowane były w Australii, na Nowej Zelandii i na Antarktydzie. Za przodka wolemii uważane są rośliny nazwane Agathis jurassica, których skamieniałości znane są m.in. ze stanowiska paleontologicznego Talbragar. Datowane na ok. 150 milionów lat stanowisko z późnej jury znajduje się zaledwie 100 km od współczesnego stanowiska wolemii. Skamieniałości podobnych roślin datowane na 90 milionów lat znaleziono także w stanie Wiktoria. Przypominające wolemię skamieniałości znajdowane były także na stanowiskach datowanych na 116 i 50 milionów lat. Analizy występowania pyłków, identycznych z przypisanymi wcześniej rodzajowi Dilwynites, świadczą o obecności tych roślin 91 milionów lat temu. W porastających całą Australię lasach roślin araukariowatych przodkowie wolemii występowali masowo przed 65–34 milionami lat. Później sukcesywnie wraz z ochładzaniem i osuszaniem się klimatu udział pyłków wolemii w analizach palinologicznych malał. Ślady kopalne wolemii zanikły przed około 2 milionami lat.
Odkrycie współcześnie żyjących okazów wolemii było konsekwencją rozpoczętej w czerwcu 1994 roku eksploracji kanionu (jednego z pół tysiąca podobnych w Parku Narodowym Wollemi) przez kilkuosobową grupę z udziałem Davida Noble’a, pracownika parków narodowych i studenta botaniki w Nowej Południowej Walii. Noble wrócił do kanionu 10 września 1994 (według niektórych źródeł w sierpniu) i wówczas dostrzegł nieznane sobie drzewa. Wziął fragment pędu do oznaczenia, ale, nie mogąc zidentyfikować gatunku, poprosił o pomoc botanika i współpracownika ze służby parkowej – Wyna Jonesa. Początkowo botanicy sądzili, że znaleźli obcy gatunek zawleczony do Australii. W październiku dotarli do kanionu wspólnie w celu zgromadzenia obszerniejszego materiału zielnikowego. Nie zdołali jednak zebrać rosnących wysoko szyszek żeńskich, po które wrócili helikopterem. Jones przyznał, że badał kanion z helikoptera już 5 lat wcześniej, ale wówczas nie zwrócił uwagi na osobliwe drzewa. Jones wspólnie z botanikami z ogrodu botanicznego w Sydney opisał nowy gatunek i rodzaj drzew w czasopiśmie naukowym „Telopea” w marcu 1995 roku.
Odkrycie wzbudziło wielkie poruszenie w środowisku naukowym botaników i było szeroko komentowane w mediach. Roślina uznana została za żywą skamielinę i stała się przykładem efektu Łazarza. Ponieważ rośliny tego rodzaju znane były ze skamieniałości sprzed dziesiątek milionów lat, odkryciu przypisywano podobną rangę jak hipotetycznemu odkryciu żywych dinozaurów. Dodatkowo niezwykłe w znalezisku było to, że dokonane zostało w kraju o wysokim rozwoju nauki i niedaleko największego miasta Australii – ponad czteromilionowego Sydney. Don Blaxell, pracownik dyrekcji ogrodu botanicznego w Sydney, stwierdził, że „[to odkrycie] uświadamia nam, że jednak nie wiemy o świecie tak wiele, jak nam się wydaje”.
Po znalezieniu ok. 40 okazów drzew, w kolejnych latach intensywnie poszukiwano w okolicy kolejnych roślin. W ciągu trzech lat eksploracji udało się odnaleźć w tym samym kanionie kolejną grupę, a w XXI wieku co najmniej jeszcze jedną w sąsiedztwie. O odnalezieniu kolejnych roślin w XXI wieku plan ochrony gatunku informuje bardzo ogólnikowo w celu zapewnienia bezpieczeństwa roślinom.

## Miejsce występowania i zasoby populacji
Gatunek rośnie w naturze współcześnie w co najmniej trzech, blisko siebie położonych miejscach. Reprezentowany jest przez mniej niż 100 drzew dorosłych oraz około 200–300 siewek i młodych okazów. Ze względu na liczne zagrożenia dla tak nielicznej populacji, które mogłyby nastąpić w przypadku upowszechnienia informacji o miejscu jej występowania – dokładna lokalizacja populacji utrzymywana jest w tajemnicy przez wąskie grono specjalistów. Konsekwencją tego stanu rzeczy, a także kłopotów z wyróżnieniem poszczególnych drzew ze względu na powstawanie okazów odroślowych, są różnice w opisie położenia i liczebności populacji wolemii. Według różnych źródeł stanowiska znajdują się ok. 150 lub 200 km na zachód lub północny zachód od Sydney w Parku Narodowym Wollemi w Górach Błękitnych. Drzewa rosną na wysokości 670–780 m n.p.m. w głębokim na 500–600 m, wąskim i wilgotnym kanionie powstałym w piaskowcach. Na jego dnie w pobliżu stanowisk wolemii płynie strumień.
W pierwszej grupie wolemii odnalezionej w 1994 roku na powierzchni 5 tys. m² znajdowały się tylko 23 dorosłe drzewa i 16 okazów młodych. Największy znany dotychczas okaz tego gatunku leżał powalony i miał 40 m długości i pień o obwodzie 3 m. Kolejną grupę liczącą 15–17 drzew dorosłych znaleziono w tym samym kanionie ok. 1–2 km w górę strumienia. Trzecia grupa licząca 3 dorosłe okazy znaleziona została na skalnej ścianie na wysokości 40 m w kanionie głębokim na 150 m, znajdującym się w pobliżu wcześniej znanych stanowisk.
Wszystkie drzewa rosnące w dwóch liczniejszych grupach nie wykazują żadnego zróżnicowania genetycznego, co świadczyć może o ich klonalnym pochodzeniu. Jedynie trzy drzewa rosnące w najmniej licznej grupie wykazują nieznaczne zróżnicowanie. Efektem rozmnażania generatywnego są rozproszone, nielicznie rosnące młode okazy.

## Morfologia

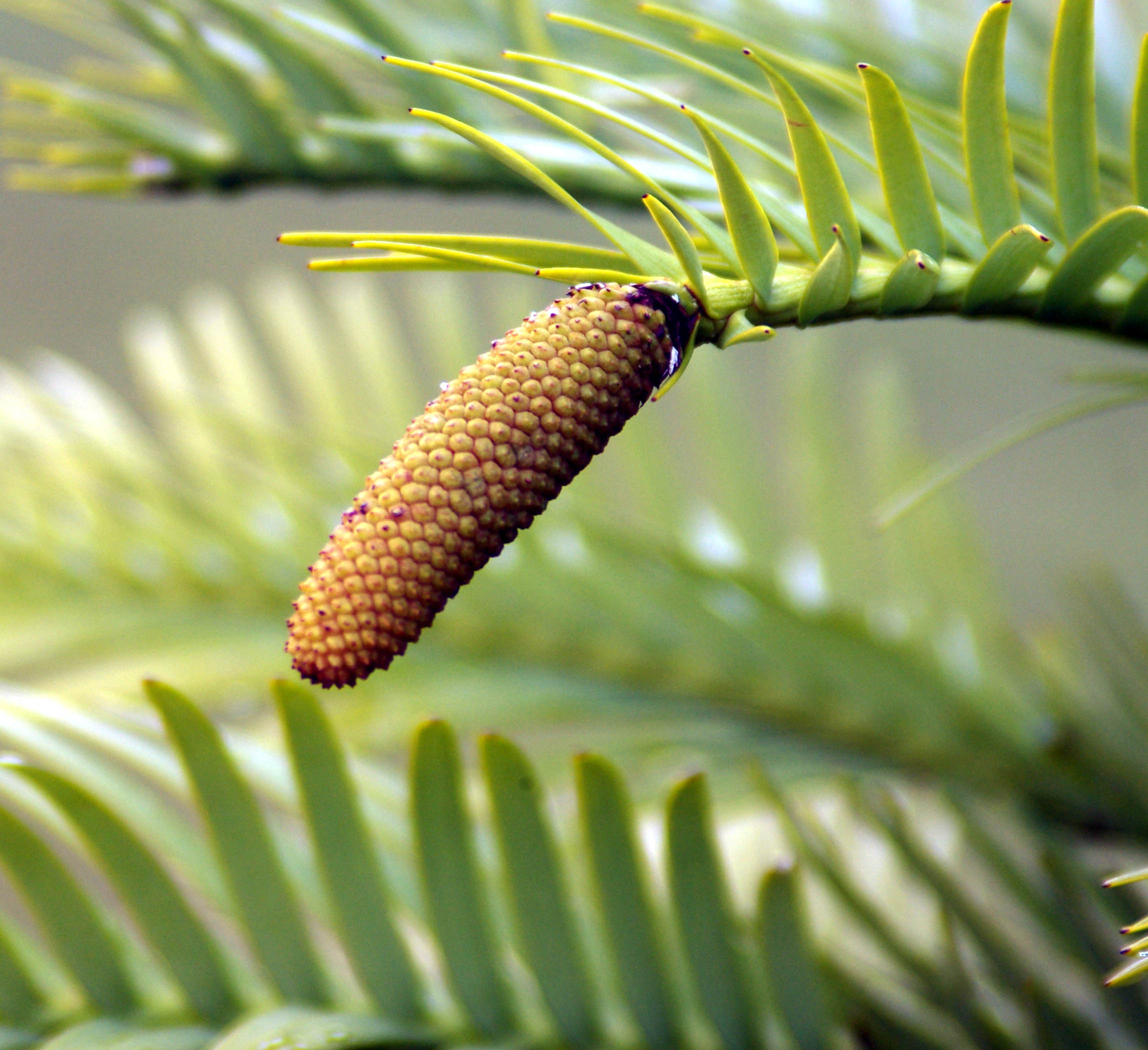
Strobil męski na końcu pędu

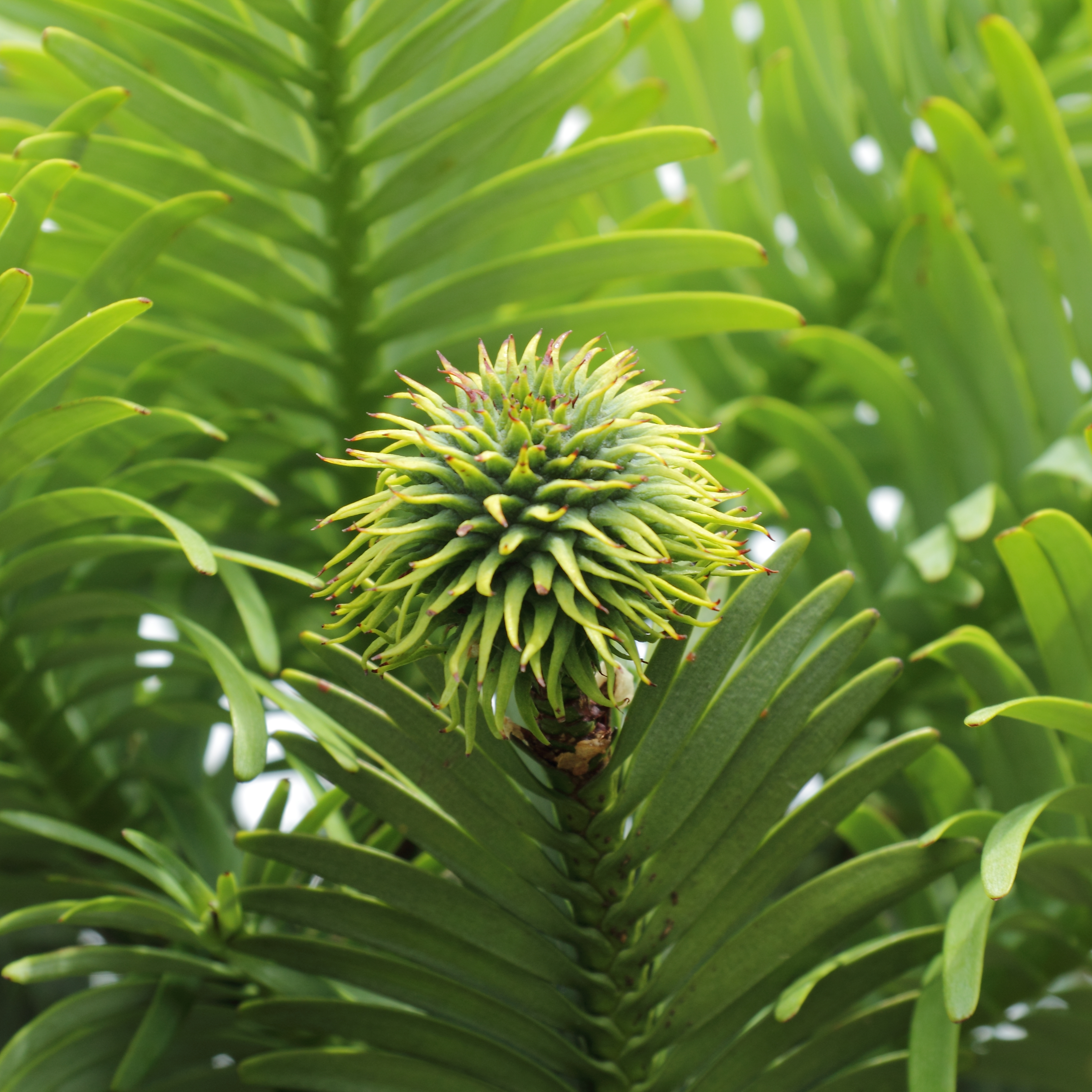
Młody strobil żeński

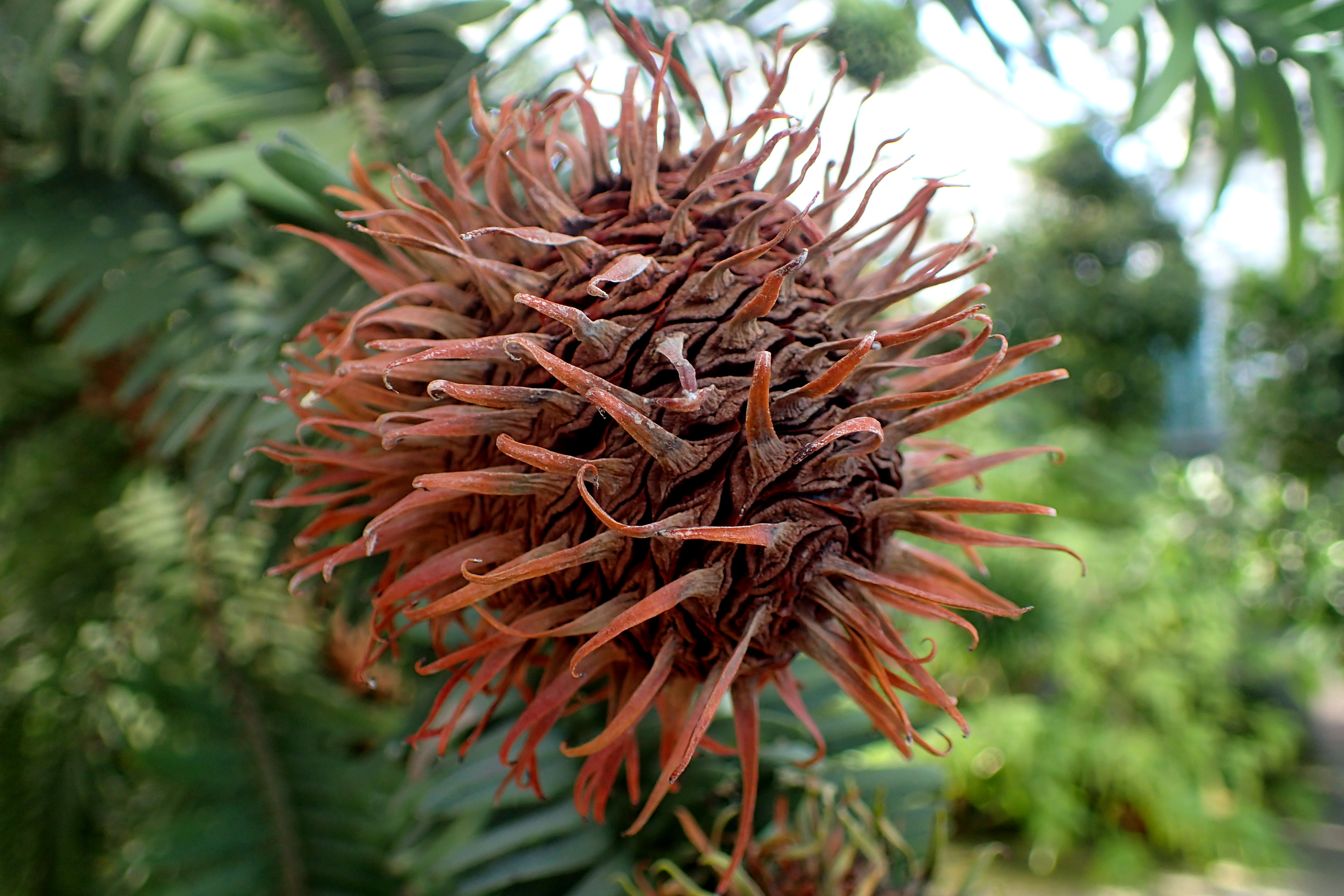
Dojrzała szyszka

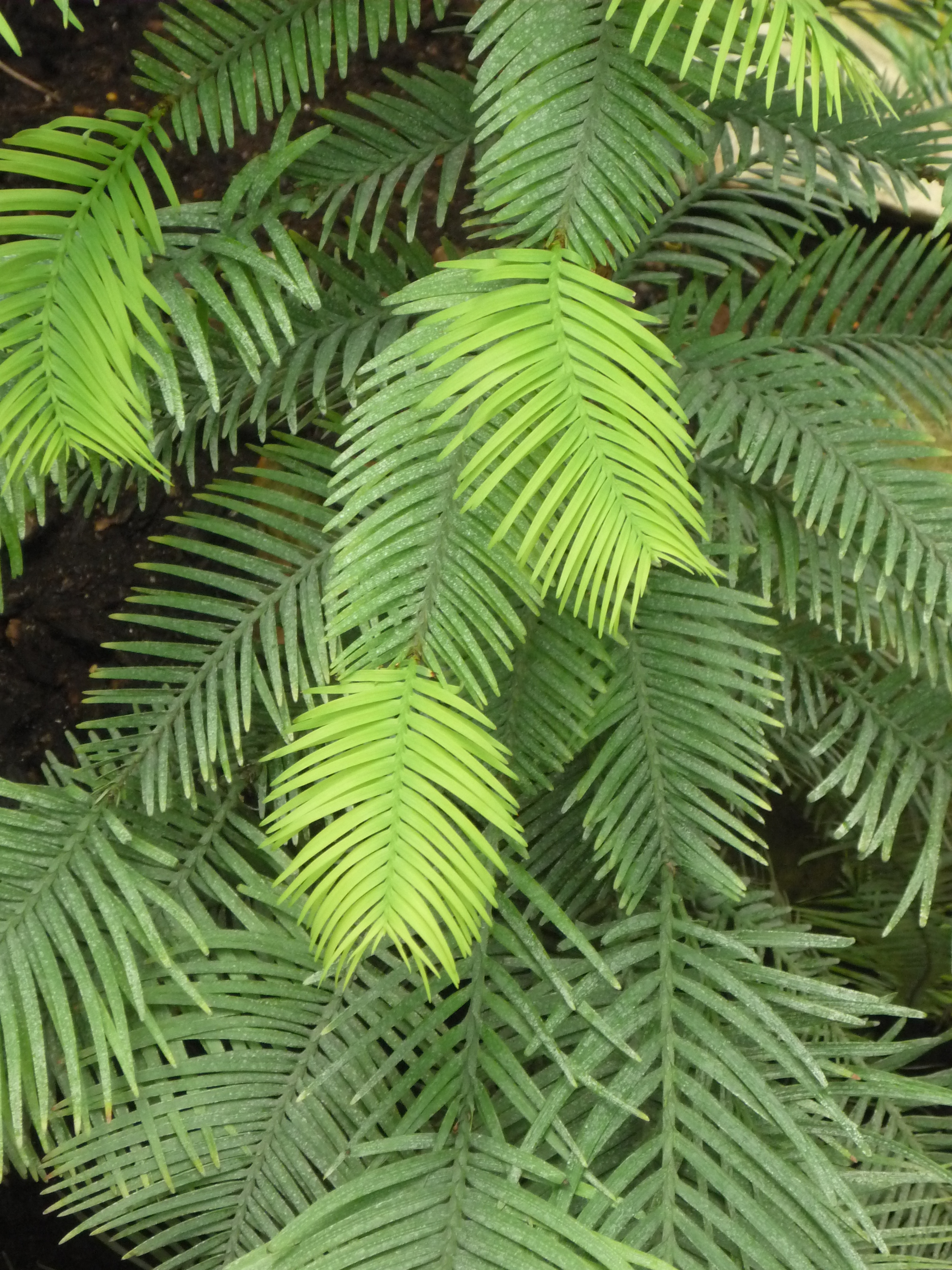
Liście

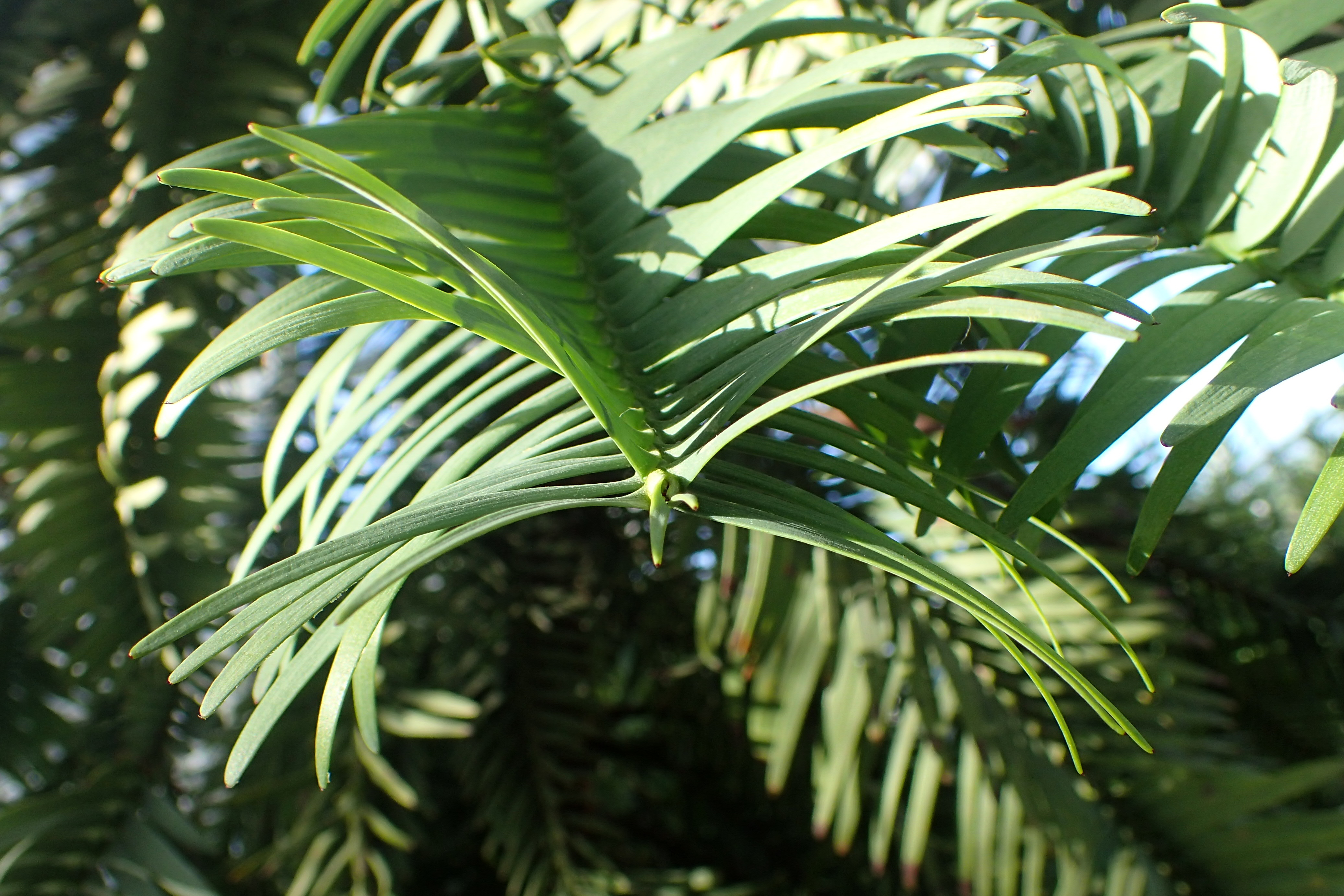
Specyficzny dla wolemii układ liści na pędzie

PokrójDrzewo mierzące do 40 m wysokości (tyle miał okaz znaleziony już martwy, najwyższe drzewa żywe osiągają 27–35 m) i o pniu osiągającym 1 m średnicy (największa średnica pnia drzewa żyjącego wynosi 63 cm). Korona jest wąska, kolumnowa. Z powodu łatwego i częstego tworzenia odrostów starsze drzewa są zwykle wielopniowe. Najbardziej kępiasty okaz składa się z 22 pni (niektóre źródła wymieniają 160 pni). Dodatkowo pąki przybyszowe mogą tworzyć się także na korzeniach zwiększając liczbę pni poszczególnych osobników. Pąki szczytowe w okresie spoczynku osłonięte są woskową wydzieliną. Odgałęzienia boczne wyrastające od szczytu głównego pnia za młodu są wzniesione, potem rozpościerają się poziomo, a najstarsze zwieszają się. Od dołu pień się oczyszcza, ponieważ odgałęzienia boczne odrzucane są po około 20 latach. Brunatna kora na młodszych pędach łuszczy się, na starszych jest brązowa, ma grubość ok. 2 cm i jest bardzo charakterystyczna – pokryta jest gąbczastymi guzkami o średnicy ok. 1 cm, przypominającymi czekoladę bąbelkową.
LiściePłaskie igły ostro zakończone. Na głównym pędzie ułożone są spiralnie, na starszych pędach wyrastają w czterech szeregach, na pędach młodocianych wyrastają zwykle w dwóch rzędach, niemal naprzeciwlegle. Rosnąc w 4 rzędach ustawione są w charakterystyczny sposób – igły z rzędów skrajnych rozłożone są niemal na płasko (150–175°) podczas gdy dwa rzędy środkowe są wzniesione, tworząc literę V na przekroju (kąt między nimi wynosi 50–90°). Liście początkowo są jasnozielone, później ciemnozielone, w końcu stają się żółtozielone. Ich długość zmienia się w trakcie sezonu wegetacyjnego (początkowo i na końcu sezonu są krótsze od rosnących w optymalnych warunkach).
KwiatyWolemia jest jednopienna – na końcach bocznych pędów tej samej rośliny wyrastają strobile męskie i żeńskie. Strobile męskie powstają w dolnej części korony i są cylindryczne, osiągają ok. 15 cm długości przy szerokości do 2,5 cm. Początkowo zielone, w miarę dojrzewania stają się czerwonobrązowe. Łuskowatych liści zarodnionośnych w strobilu jest ponad 500, ułożone są spiralnie i zawierają po 4–9 mikrosporangiów. Powstający w nich pyłek pozbawiony jest pęcherzyków powietrznych. Strobile żeńskie są owalne, osiągają ok. 10 cm średnicy i 12 cm wysokości. Niewielkie łuski nasienne zrośnięte są z większymi od nich łuskami wspierającymi, zakończonymi ostrym wyrostkiem, tak że cała szyszka jest kolczasta. Zalążki, w liczbie ok. 250, umieszczone są na zrośniętych łuskach. Szyszki początkowo zielone dojrzewając stają się brązowe.
NasionaSpłaszczone i brązowe o długości 7–11 mm i szerokości 5–7 mm. Otoczone są cienkim i wąskim skrzydełkiem. Nie są zrośnięte z łuskami wspierającymi. Szyszki po dojrzeniu rozpadają się uwalniając nasiona.

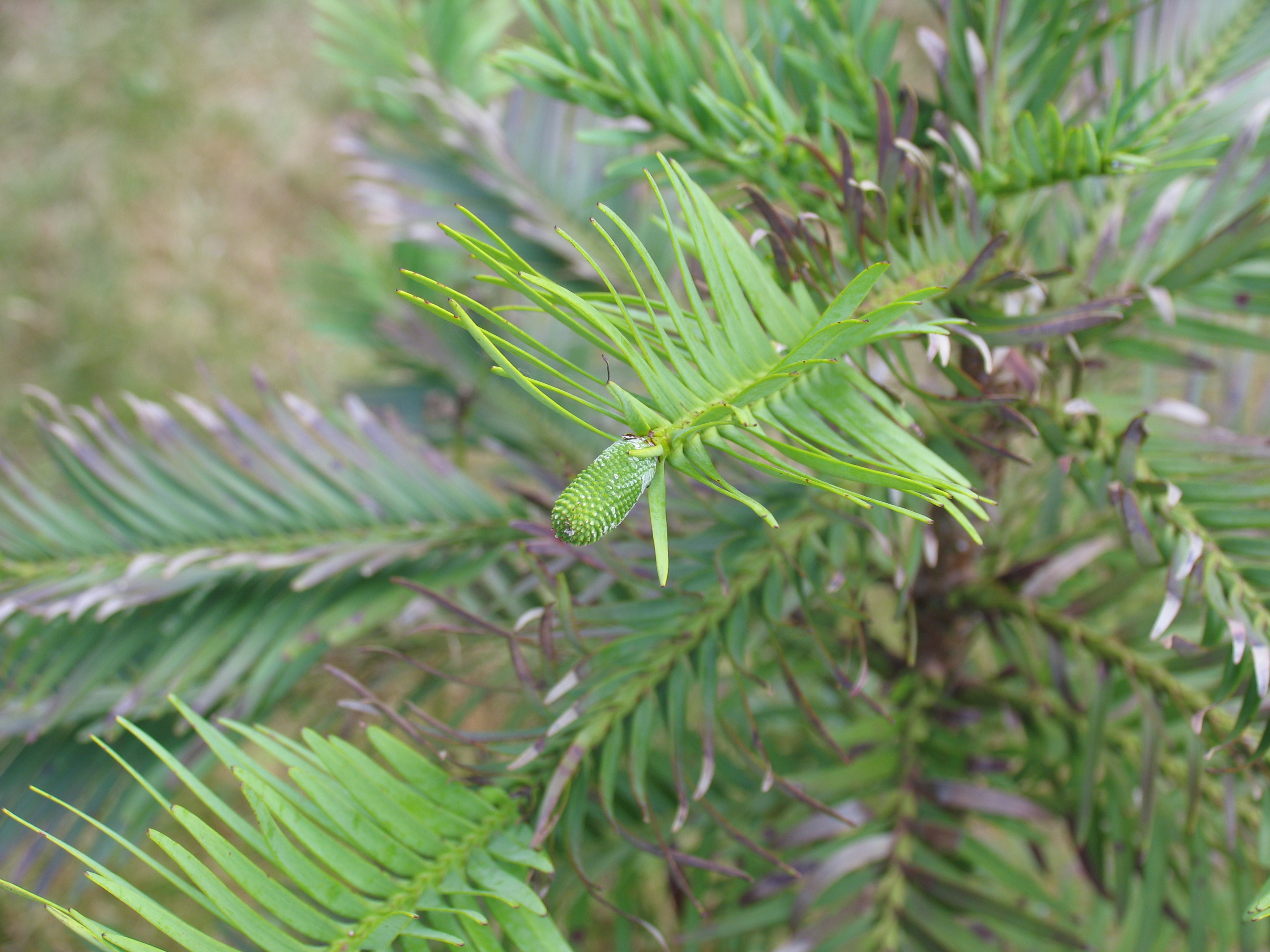
Charakterystyczny układ liści na pędzie w 4 rzędach
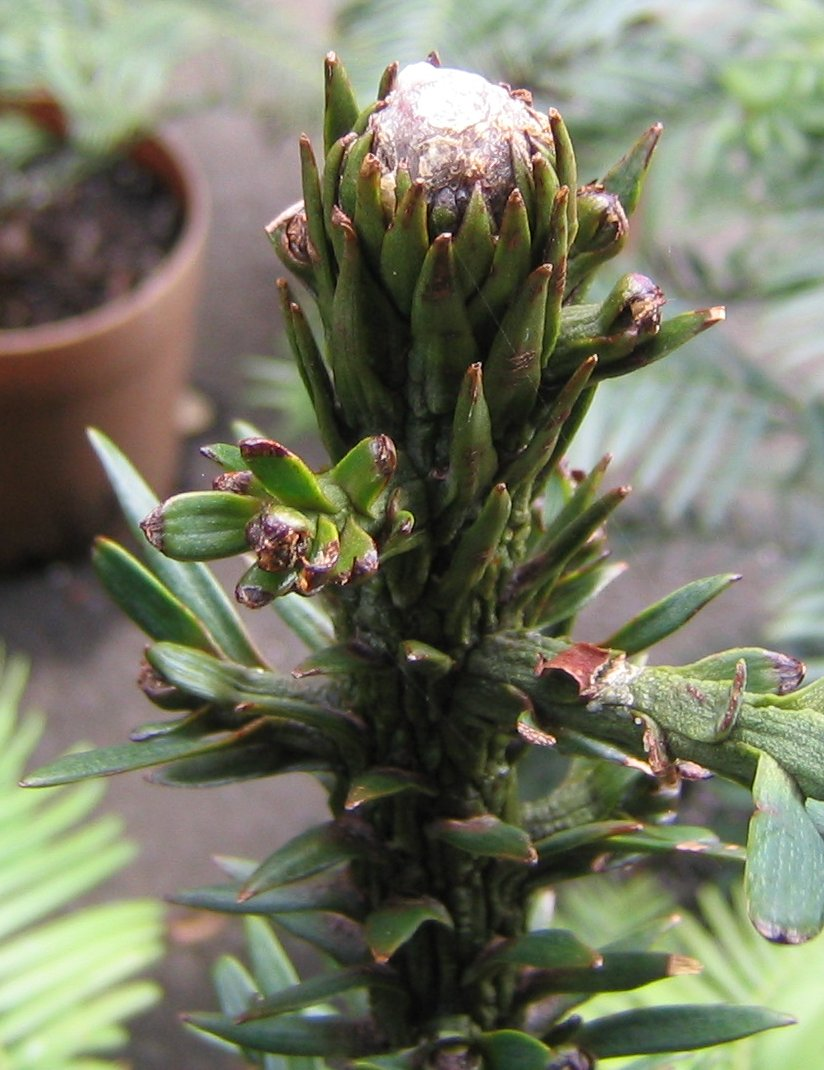
Osłonięty woskiem pąk szczytowy w okresie spoczynku
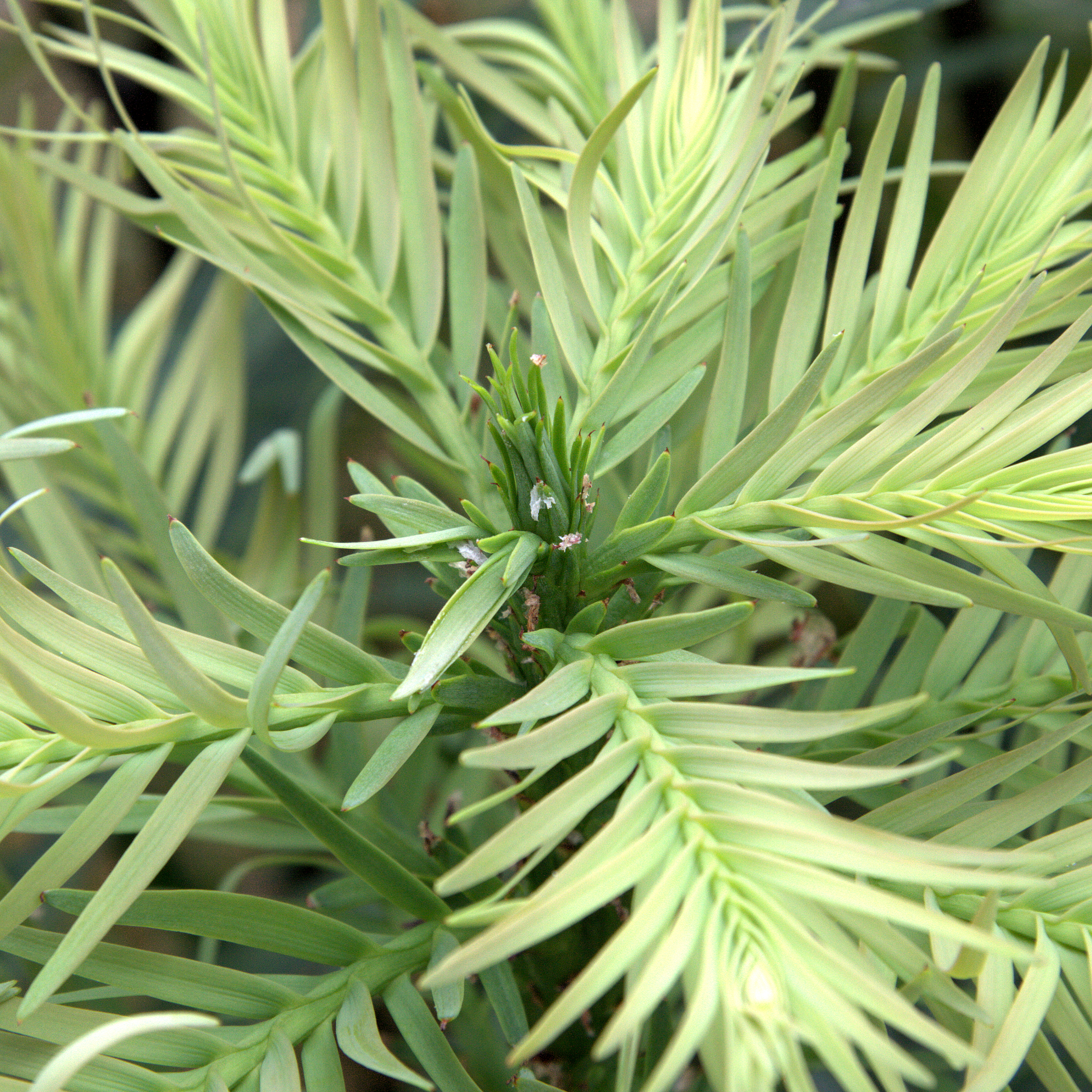
Pąk szczytowy w czasie wzrostu

## Rozwój
Męskie i żeńskie strobile powstają co roku na końcach bocznych pędów dorosłych drzew. W przypadku roślin uprawianych pierwsze strobile męskie pojawiać się zaczęły na okazach już pięcioletnich, szyszki żeńskie na okazach co najmniej ośmioletnich. Dojrzewają i zaczynają pylenie wiosną tj. w obszarze naturalnego występowania w październiku i listopadzie. Kwiaty są wiatropylne. Zapłodnienie następuje ok. rok po zapyleniu. Szyszki dojrzewają po ok. 16–19 miesiącach tj. późnym latem lub już jesienią. Spośród powstających nasion, ok. 10% jest żywych, z czego 25% pada ofiarą zwierząt (żywią się nimi rozelle królewskie, myszy i szczury śniade). Nasiona niemal pozbawione skrzydełka mogą być roznoszone przez wiatr, bowiem szyszki rozpadają się na drzewie, a nasiona są lekkie. Mogą być także przenoszone przez wodę (w każdym razie zaobserwowano, że część z nich wpada do strumienia). Kiełkowanie następuje po około 4–6 miesiącach i w pierwszym roku siewki osiągają 5–25 cm wysokości. Dwa liścienie utrzymują się przez ok. 18 miesięcy. W drugim roku rośliny przyrastają na wysokość o ok. 0,5 m, a w trzecim o ok. 0,25–0,35 m. Trzyletnia wolemia osiąga 0,8–1,2 m wysokości i posiada 60–77 gałęzi bocznych. W kolejnych latach drzewa rosną powoli. W uprawie szybciej rosną rośliny uprawiane w gruncie – średnio 21 cm/rok, podczas gdy uprawiane w pojemnikach rosną średnio o 15,5 cm/rok.
Słoje roczne mają przeciętną szerokość 2 mm. Wiek największego, martwego już pnia obliczono na podstawie zliczenia słojów na 400 lat, choć ze względu na odroślowy typ wzrostu niektóre źródła szacują wiek drzew na 500 do 1000 lat. Zważywszy na zdolność do klonalnego wzrostu i brak różnic genetycznych między dwiema grupami drzew oddalonymi o co najmniej 1 kilometr – drzewa należeć mogą do osobnika jeszcze starszego.
Nie odnaleziono młodych siewek w odległości większej niż 50 m od pni dorosłych roślin. W warunkach naturalnych rozwija się bardzo ograniczona liczba młodych roślin i występuje wśród nich wysoka śmiertelność. Za przyczynę uważa się konkurencję, zarówno między- jak i wewnątrzgatunkową, zasypywanie liśćmi i innymi szczątkami organicznymi, niedostatek światła, niesprzyjające warunki glebowe, brak partnera grzybowego do mikoryzy i oddziaływanie patogenów.

## Systematyka
Gatunek Wollemia nobilis reprezentuje współcześnie monotypowy rodzaj Wollemia (W.G. Jones, K.D. Hill et J.M. Allen, Telopea 6: 173. 13 Dec 1995). Jest on jednym z trzech rodzajów zaliczanych do rodziny araukariowatych (Araucariaceae). Relacje filogenetyczne między rodzajami nie są pewne, choć jasne jest, że wszystkie trzy są monofiletyczne. Różni autorzy uważają, że wolemia jest najstarszym kladem w obrębie rodziny, według innych jest siostrzana dla rodzaju agatis (Agathis). Na bliższe pokrewieństwo z rodzajem agatis wskazują analizy genów DNA chloroplastowego i rRNA, także budowa skrzydełka wokół nasiona i usytuowanie nasiona na łusce. Z kolei anatomia liści, morfologia kutykuli i budowa szyszki nasiennej nawiązuje bardziej do araukarii. Szereg cech diagnostycznych jest poza tym unikatowa dla wolemii – w szczególności architektura roślin i ektendomikoryza.

## Nazewnictwo
Nazwa naukowa nadana przez botaników, którzy jako pierwsi opisali gatunek, składa się z określenia rodzajowego – Wollemia oraz nazwy gatunkowej nobilis utworzonej zgodnie z zasadami nomenklatury botanicznej w formie przymiotnika łacińskiego od nazwiska odkrywcy – Davida Noble’a. Nazwa rodzajowa pochodzi od nazwy parku narodowego, w którym znaleziono gatunek. Nazwa ta jest aborygeńskim słowem wollemi oznaczającym „rozglądaj się wokół, miej oczy szeroko otwarte, uważaj”. Z kolei przymiotnik utworzony od nazwiska odkrywcy oznacza w łacinie „znakomity, szlachetny, wspaniały, imponujący”. Nazwa polska rodzaju w publikacjach słownikowych zapisywana jest jako wolemia, choć spotyka się także zapis wollemia. Nazwa gatunkowa nawiązuje do jej dodatkowego znaczenia, które bywa podkreślane także w źródłach anglojęzycznych.

## Ekologia
Wolemia rośnie w wilgotnym lesie strefy umiarkowanej oraz w strefie przenikania się lasu wilgotnego i luźnych lasów z eukaliptusami. Lasy te porastają półki skalne i szczeliny wysokich ścian zbudowanych z piaskowców. Drzewostan współtworzą takie gatunki jak: Ceratopetalum apetalum (radziliszkowate), Doryphora sassafras (oboczkowate) i Syzygium smithii (mirtowate). Podszyt i runo tworzą liczne paprocie m.in. z rzędu olbrzymkowców diksonia antarktyczna i Cyathea australis, poza tym Sticherus flabellatus (glejcheniowate), Blechnum cartilagineum (podrzeniowate), Todea barbara (długoszowate). Rosną tam także: Lepidosperma urophorum (ciborowate), Pandorea pandorana (bignoniowate), Morinda jasminoides (marzanowate) i Parsonsia straminea (toinowate). Wolemii towarzyszą też w wyższych partiach zboczy kanionów eukaliptusy z gatunków Eucalyptus piperita i E. punctata oraz krzewy Leptospermum trinervum (mirtowate) i Persoonia linearis (srebrnikowate).
Płytkie gleby na stanowiskach wolemii są pochodzenia aluwialnego, powstają z piaskowców z dużym udziałem materii organicznej i niewielkim łupków ilastych. W wielu miejscach korzenie wolemii rosną na nagich skałach, sięgając do szczelin dziesiątki metrów od pni. Gleby są silnie zakwaszone (często o pH w przedziale 3–4) i niezbyt żyzne, o wysokiej zawartości glinu, siarczanów i żelaza. Miejscami gleba jest silnie zasolona.
Warunki klimatyczne są typowe dla niższych wysokości Gór Błękitnych. Najwyższe temperatury letnie (od listopada do lutego) osiągają zwykle 30 °C. Zimą tj. od czerwca do sierpnia temperatury spadają poniżej 15 °C, sięgając do ok. 0 °C. Maksymalne i minimalne temperatury odnotowane na stanowisku wynoszą odpowiednio 45 °C i −5 °C.
Ze względu na warunki występowania wolemii jest ona narażona na okresowe pożary oraz zniszczenie przez erodujące i spadające do kanionu skały. W takich przypadkach kluczową rolę pełni zdolność do odtwarzania pędów z korzeni i nasady pni. Gatunek jest bardzo wrażliwy na infekcje patogenów grzybowych takich jak Phytophthora cinnamomi i Botyosphaeria sp., które w doświadczeniach powodowały szybką śmierć porażonych roślin. Z kolei stwierdzono pewną odporność na grzyby z rodzajów Rhizoctonia i Fusarium.

## Zagrożenia i ochrona
Ze względu na rzadkość występowania gatunku i jego nikłe zasoby, szczegółowa lokalizacja naturalnych stanowisk utrzymywana jest w tajemnicy przez wąskie grono ekspertów. Mimo to wiadomo, że już doszło do nieautoryzowanych penetracji stanowiska tego gatunku. Zagrożenia związane z odwiedzinami polegają na osłabieniu populacji poprzez nielegalny zbiór nasion, zawleczeniu śmiertelnego dla roślin australijskich lęgniowca Phytophthora cinnamomi lub innych organizmów inwazyjnych, zmianie struktury gleby (jej ubiciu), zadeptywaniu siewek i młodych odrostów, zaprószeniu ognia. Dodatkowo do najważniejszych zagrożeń zalicza się zmianę klimatu. W grupie drzew odkrytych jako pierwsze stwierdzono już na kilku okazach zamieranie listowia spowodowane infekcją P. cinnamomi.
Wolemia w Czerwonej księdze gatunków zagrożonych IUCN uznana jest za gatunek krytycznie zagrożony. Objęta jest ochroną prawną na mocy ustawy federalnej Environment Protection and Biodiversity Conservation Act z 1999 roku oraz w związku z umieszczeniem jej w załączniku prowincjalnej ustawy Threatened Species Conservation Act z 1995 roku. Skutkiem ochrony prawnej jest obowiązek:
- oceny oddziaływania wszelkich przedsięwzięć mogących wpływać na ten gatunek w celu minimalizowania zagrożeń,
- uzyskania zezwolenia na zrywanie lub wszelkie działania mogące zaszkodzić roślinom tego gatunku oraz jego siedlisku.

W 2006 roku opracowano odrębny plan ochrony (odnowy) wolemii. Podjęto szereg działań ochronnych:
- prowadzony jest ścisły nadzór nad odwiedzinami stanowisk wolemii w naturze – zezwolenia na dotarcie do nich wydawane są tylko w przypadkach istotnie uzasadnionych badań naukowych lub związanych z ochroną gatunku;
- ustalono zasady zachowania higieny chroniące stanowisko przed zawleczeniem patogenów (wprowadzono obowiązek sterylizacji sprzętu badawczego, obuwia, przebierania w czyste ubrania);
- ustalono zasady ochrony przeciwpożarowej w rejonie stanowiska;
- realizowana jest strategia budowania w świadomości społecznej potrzeby ochrony gatunku;
- rozmnożono wegetatywnie każde dorosłe drzewo z wszystkich znanych stanowisk i w ten sposób sklonowana i opisana populacja utrzymywana jest w ogrodzie botanicznym Mount Annan, a druga sukcesywnie jest tworzona w ogrodzie botanicznym Mount Tomah;
- dla zwiększenia zasobów gatunku i pozyskania środków finansowych na jego ochronę, od 2005 roku realizowana jest z wielkim powodzeniem strategia komercyjnego wykorzystania ogromnego zainteresowania gatunkiem.

W 2021 roku gatunek znajdował się w kolekcjach 129 ogrodów botanicznych, arboretów i banków nasion.

## Zastosowanie

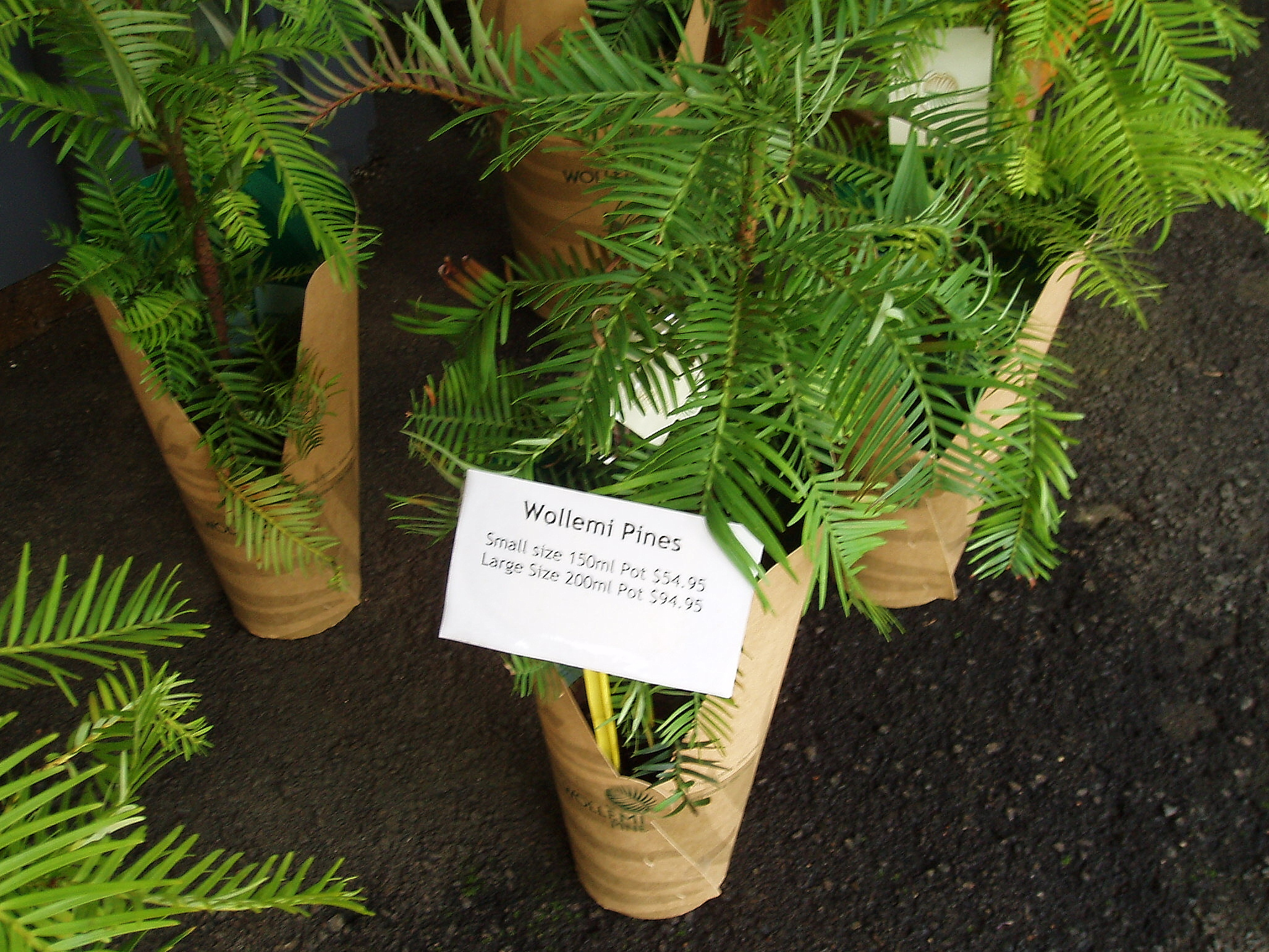
Młode rośliny w ofercie handlowej

Roślina polecana jest do uprawiania jako osobliwość botaniczna i oryginalna roślina ozdobna. Sadzona może być w parkach i dużych ogrodach oraz jako roślina pojemnikowa na tarasach i w widnych pomieszczeniach. Promocja wolemii jako rośliny kolekcjonerskiej realizowana jest jako jedno z działań zabezpieczających zasoby gatunku, przy okazji dostarczających funduszy na jego ochronę czynną. Handel wolemią jest licencjonowany, każda roślina znajdująca się w ofercie handlowej opatrzona jest certyfikatem i indywidualnym numerem. 
Ze względu na unikatowy charakter gatunku, jest on często obecny w mediach, co zostało wykorzystane komercyjnie. Pierwsze okazy trafiły na licytacje, gdzie osiągały ogromne ceny. Młode rośliny pojawiły się w ofercie rynkowej najpierw w Australii, a w 2006 roku w różnych krajach świata (do tego roku w samej Australii sprzedano 50 tysięcy młodych drzewek). W miarę rozpowszechniania młodych roślin i zaspakajania potrzeb uprawy gatunku w kolekcjach, powstają plany zaspokojenia spodziewanego zapotrzebowania na wyroby z drewna wolemii i dlatego planuje się uprawę plantacyjną tego gatunku. Rośliny uprawiane bywają wykorzystywane w roli choinki.

## Uprawa

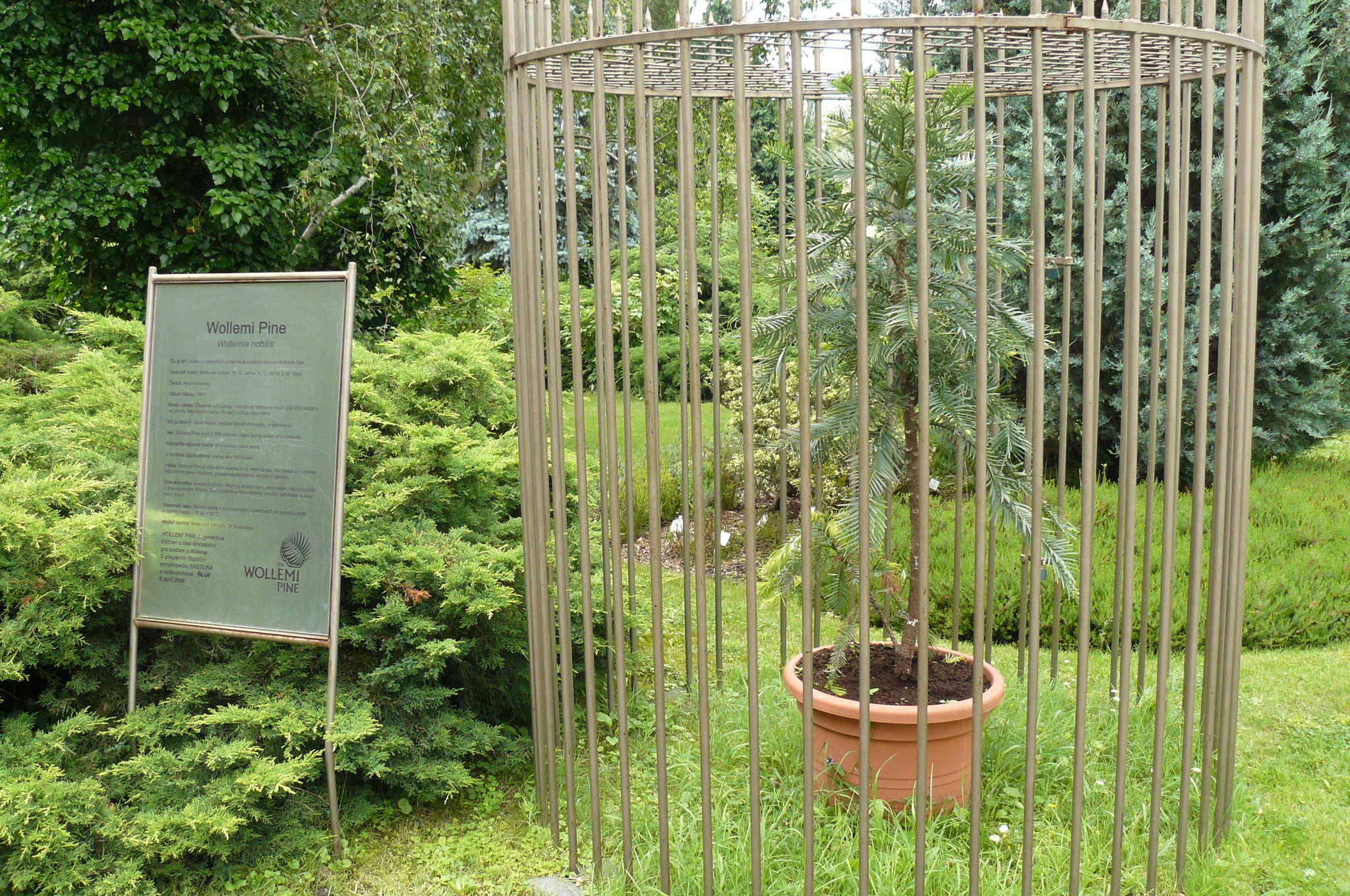
Wolemie rosnące w ogrodach są często ogrodzone w celu ochrony przed kradzieżą

Gatunek namnażany i sadzony był początkowo w celu poznania jego biologii i ekologii oraz ochrony jego wątłych zasobów w naturze. Z czasem powodzenie w uprawie oraz ogromne zainteresowanie tą rośliną postanowiono wykorzystać dla znacznego zwielokrotnienia jej zasobów i uzyskania środków przeznaczanych na ochronę wolemii i innych gatunków zagrożonych w Nowej Południowej Walii. Roślina uprawiana jest w gruncie w obszarach o ciepłym klimacie umiarkowanym, dobrze rośnie też w widnych pomieszczeniach jako roślina pojemnikowa. Może być także utrzymywana w pojemnikach na tarasach i w małych ogrodach. Ze względu na osiągane rozmiary nie jest zalecana do sadzenia w niewielkich ogródkach w gruncie. W latach 20. XXI wieku uprawiana była najliczniej w Australii (rośnie w niej ponad 2/3 egzemplarzy uprawianych), na drugim miejscu w Wielkiej Brytanii. Najczęściej uprawiana jest w ogrodach prywatnych, ok. 3% roślin rośnie w ogrodach botanicznych i arboretach.
WymaganiaWolemia dobrze rośnie w klimacie ciepłym, choć okazało się, że dobrze znosi też mrozy do −10 °C w Anglii, a nawet do −12 °C w Japonii i Stanach Zjednoczonych. W pierwszych latach życia najlepiej rośnie w półcieniu, później w pełnym słońcu. Przed wystawieniem na pełne słońce wymaga stopniowego przyzwyczajania do zmienionych warunków. Jako roślina o silnym i elastycznym pędzie dobrze znosi stanowiska eksponowane na silne wiatry. Toleruje też pokrywę śnieżną. Najlepiej rośnie w dobrze zdrenowanej, piaszczystej glebie o lekko kwaśnym odczynie, aczkolwiek po rozpowszechnieniu w uprawie, jako najbardziej korzystne podłoże raportowana była gleba piaszczysto-gliniasta.
RozmnażanieMimo obaw o skuteczność rozmnażania generatywnego, wynikających ze stanu populacji dzikiej, okazało się, że wolemia stosunkowo łatwo rozmnaża się z nasion. Ponieważ nie stwierdzono dotychczas zróżnicowania genetycznego między drzewami a rozmnażanie wegetatywne okazało się niezwykle skuteczne – dla intensywnego namnażania gatunku pozwalającego na zaspokojenie potrzeb rynku stosuje się mnożenie roślin za pomocą sadzonek pędowych i kultur tkankowych. Sadzonki pozyskuje się ze szczytów pędów, które po ścięciu kontynuują wzrost z pąków bocznych. Pokrój drzewiasty mają jednak tylko sadzonki uzyskiwane z głównego pędu, podczas gdy sadzonki z odgałęzień bocznych kontynuują wzrost jako rośliny płożące, które stały się przedmiotem szczególnego zainteresowania rynku ogrodniczego. Rekomendowane jest przy przygotowywaniu sadzonki użycie ukorzeniacza.
PielęgnacjaUprawianą wolemię należy regularnie podlewać, zwłaszcza w czasie intensywnego rozwoju pędów po okresie spoczynku. Równocześnie chronić ją należy przed nadmiarem wody, w szczególności przed jej stagnowaniem. Roślina może być dość dowolnie przycinana (używać należy do tego sterylnych narzędzi), bowiem z łatwością rozwija się z pąków tuż poniżej cięcia.